# De Uns Tempos pra Cá
De Uns Tempos pra Cá é o quinto álbum de estúdio do compositor e cantor brasileiro Chico César, lançado em 2006 pelo Biscoito Fino. O álbum conta com participações do Quinteto da Paraíba.

## Faixas
| N.º            | Título                                                           | Compositor(es)                                 | Duração |  |
| 1.             | "Pra cinema"                                                     |                                                | 3:54    |  |
| 2.             | "Moer cana"                                                      |                                                | 4:17    |  |
| 3.             | "1 valsa p/3"                                                    | Chico Pinheiro                                 | 5:02    |  |
| 4.             | "Utopia"                                                         |                                                | 3:41    |  |
| 5.             | "Cálice"                                                         | Chico Buarque de Holanda / Gilberto Gil        | 5:32    |  |
| 6.             | "Alcaçuz"                                                        |                                                | 3:07    |  |
| 7.             | "De uns tempos pra cá"                                           |                                                | 4:20    |  |
| 8.             | "Por que você não vem morar comigo?"                             |                                                | 4:03    |  |
| 9.             | "Outono aqui (Autumn leaves)"                                    | Joseph Kosma / Johnny Mercer / Jacques Prévert | 4:11    |  |
| 10.            | "A nível de"                                                     | Aldir Blanc                                    | 3:33    |  |
| 11.            | "Por causa de um ingresso do festival matou roqueira de 15 anos" | Elba Ramalho                                   | 3:24    |  |
| 12.            | "Orangotango"                                                    |                                                | 3:58    |  |
| Duração total: | Duração total:                                                   | Duração total:                                 | 49:02   |  |